# Odd One
«Odd One» es el segundo sencillo del álbum Tri-Polar de la banda australiana Sick Puppies, que empezó a escucharse en radio el 10 de noviembre de 2009. Según la banda, el vídeo se iba a estrenar el 25 de noviembre. Shim dijo que este sencillo venció a Riptide para que fuera el segundo sencillo de su álbum Tri-Polar, pues según la banda, esta canción tiene una letra con un significado muy grande. En este sencillo se puede escuchar cantar a la bajista Emma Anzai.

## Vídeo musical
El vídeo trata de una chica 'skater' que tiene con poderes que pueden matar, pero también pueden hacer que la gente reviva. Esos poderes la obligan a que use guantes para que no lastime a la gente y cuando ella tiene problemas se los quita y utiliza los poderes para que la gente la deje de molestar, pero tiene una vida solitaria. Ella se encuentra en un parque de skaters cuando un chico se le acerca y quiere platicar con ella, pero ella se aleja de él para no lastimarlo y el le regala una flor y se va de ahí, después ella se acerca a él y le da unos guantes similares como los de ella para que cuando se agarren de la mano ella no le haga daño. Ella pasa un rato alegre y deja de estar sola como antes. Un día que estaban patinando, él se distrae y lo atropellan. Ella tristemente se acerca a él y se quita los guantes, le agarra la cara y le da un beso y como resultado él revive.